# 美々津県

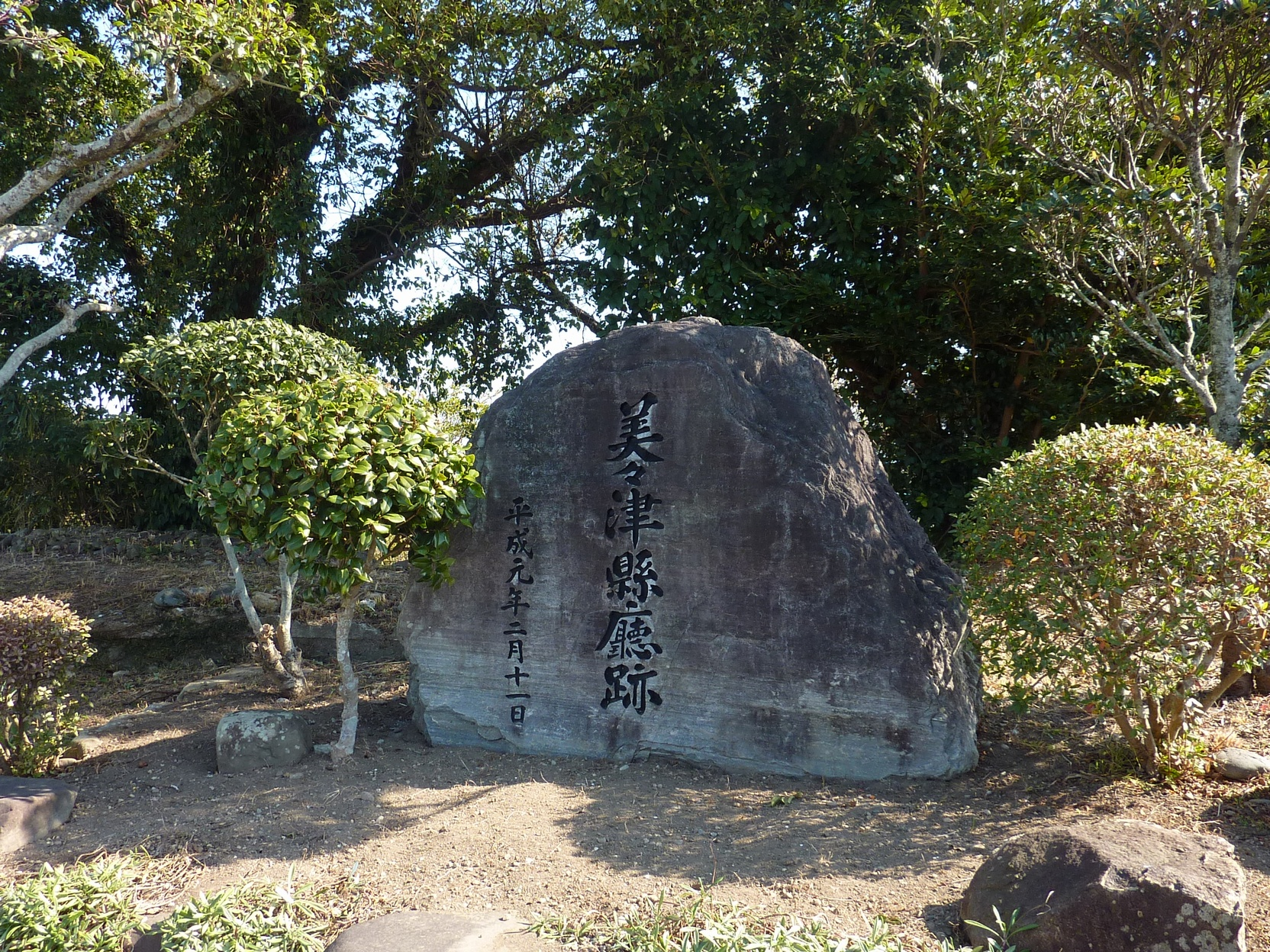
美々津県庁跡　2011年1月

美々津県（みみつけん）は1871年（明治4年）に日向国北部を管轄するために設置された県。現在の宮崎県北部にあたる。

## 概要
第1次府県統合により延岡県、高鍋県、佐土原県を統合し、日田県のうち旧富高県、人吉県のうち臼杵郡椎葉地方4村の移管を受けて成立。その後、都城県の一部（日向国）と合併して宮崎県が発足し消滅するまで1年3ヵ月ほどであった。
美々津県参事の福山健偉は引き続き宮崎県（第1次）参事を務めた。

## 沿革
- 1871年（明治4年）11月14日 - 第1次府県統合により延岡県、高鍋県、佐土原県を統合し、日田県のうち旧富高県、人吉県のうち臼杵郡椎葉地方4村の移管を受けて美々津県が発足。県庁は児湯郡美々津町（現日向市美々津町3432-1、日向市役所美々津支所）に設置。都城県との境界はおおむね大淀川とされた[2]。
- 1872年（明治5年）
  - 5月15日 - 諸県郡のうち須木郷、野尻郷および小林郷のうち東方村を都城県に移管。
  - 9月23日 - 旧人吉藩領の米良地方14村を八代県球磨郡から美々津県児湯郡に移管[3]。
- 1873年（明治6年）1月15日 - 都城県の一部（日向国）と合併して宮崎県が発足。同日美々津県廃止[4][5][6]。

## 管轄地域
- 日向国[注釈 1]
  - 臼杵郡
  - 児湯郡
  - 宮崎郡の一部
  - 那珂郡の一部
  - 諸県郡の一部

## 歴代知事
- 1871年（明治4年）11月14日[2] - 1871年（明治4年）12月17日[注釈 2]：参事・橋口兼三[2]（前鹿児島県権大参事、元鹿児島藩士）
- 1871年（明治4年）12月18日[注釈 3] - 1873年（明治6年）1月15日：参事・福山健偉（元鹿児島藩士）